# Danté El Hadj Moustapha
 (mai 2021).
Danté El Hadj Moustapha, né le 18 août 1998, à Abobo en Côte d'Ivoire, est un footballeur international ivoirien, qui évolue au poste de gardien de but dans le club de l'Africa Sports.

## Biographie

### Carrière en club
Formé à l'Espoir de Koumassi, Danté El Hadj Moustapha s'engage en 2015, avec Williamsville Athletic Club (WAC Abidjan), en deuxième division ivoirienne. Dès sa première année, il termine champion de la Ligue 2 avec le club d'Adjamé et se voir élire meilleur gardien du championnat. La saison suivante, il est vice-champion de Côte d'Ivoire et participe à la Ligue des champions de la CAF. 
En 2018, Danté quitte le WAC et s'engage avec le FC Lys Sassandra. Il remporte dans la foulée la Coupe de la ligue ivoirienne. C'est le début d'une ascension fulgurante. Le 3 août 2019, il signe à l'Asec Mimosas mais ne parvient pas à s'imposer au sein de l'effectif des Mimos.
Le 1er janvier 2021, Danté s'engage avec l'Africa Sports dans les dernières minutes du mercato, et retrouve une place de titulaire.

### Sélection nationale
Danté El Hadj Moustapha fait partie de l'équipe de Côte d'Ivoire des cadets qui remporte  le championnat d'Afrique des Cadets en 2013. Il participe également aux jeux de la Francophonie en 2017 et au Tournoi de Toulon, la même année. Il est convoqué en équipe nationale seniors à plusieurs reprises, en tant que troisième gardien.

## Palmarès

### En club
| WAC Abidjan - Championnat de Côte d'Ivoire D2 (1) : - Champion : 2015-16. - Vice-champion : 2016-17. |  | FC Lys - Coupe de la ligue ivoirienne (1) : - Vainqueur : 2018-19. |

### En sélection
- Vice-champion des jeux de la francophonie, en 2017
- Vice-champion du tournoi de Toulon, en 2017 avec l'équipe de Côte d'Ivoire espoirs

### Palmarès individuel
- Championnat de Côte d'Ivoire D2 :
  - Meilleur gardien : 2016.